# Crematogaster degeeri
Crematogaster degeeri är en myrart som beskrevs av Auguste-Henri Forel 1886. Crematogaster degeeri ingår i släktet Crematogaster och familjen myror.

## Underarter
Arten delas in i följande underarter:
- C. d. degeeri
- C. d. lunaris

## Bildgalleri

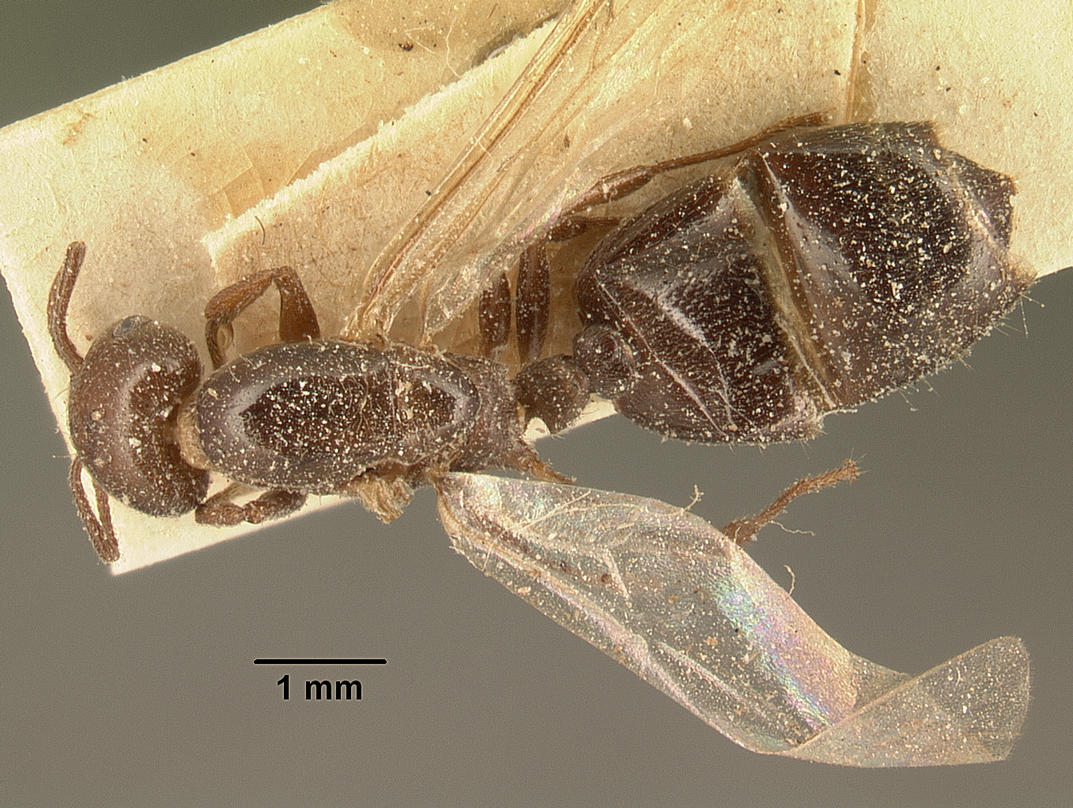
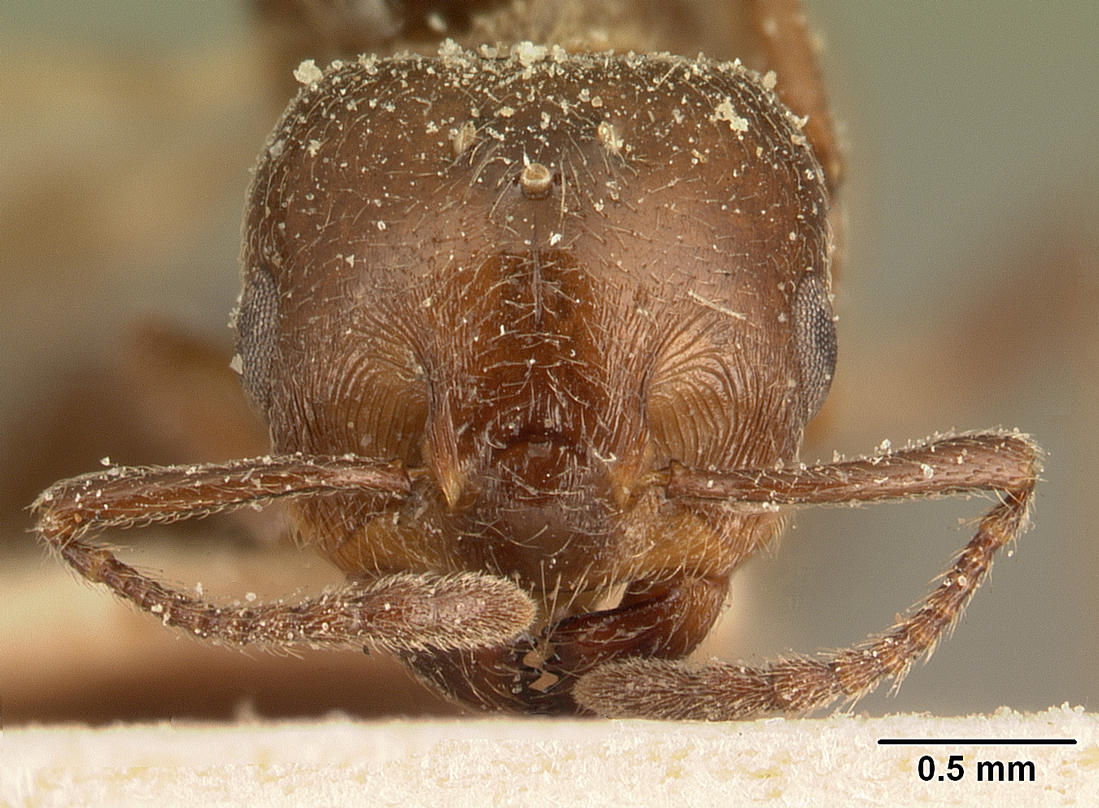
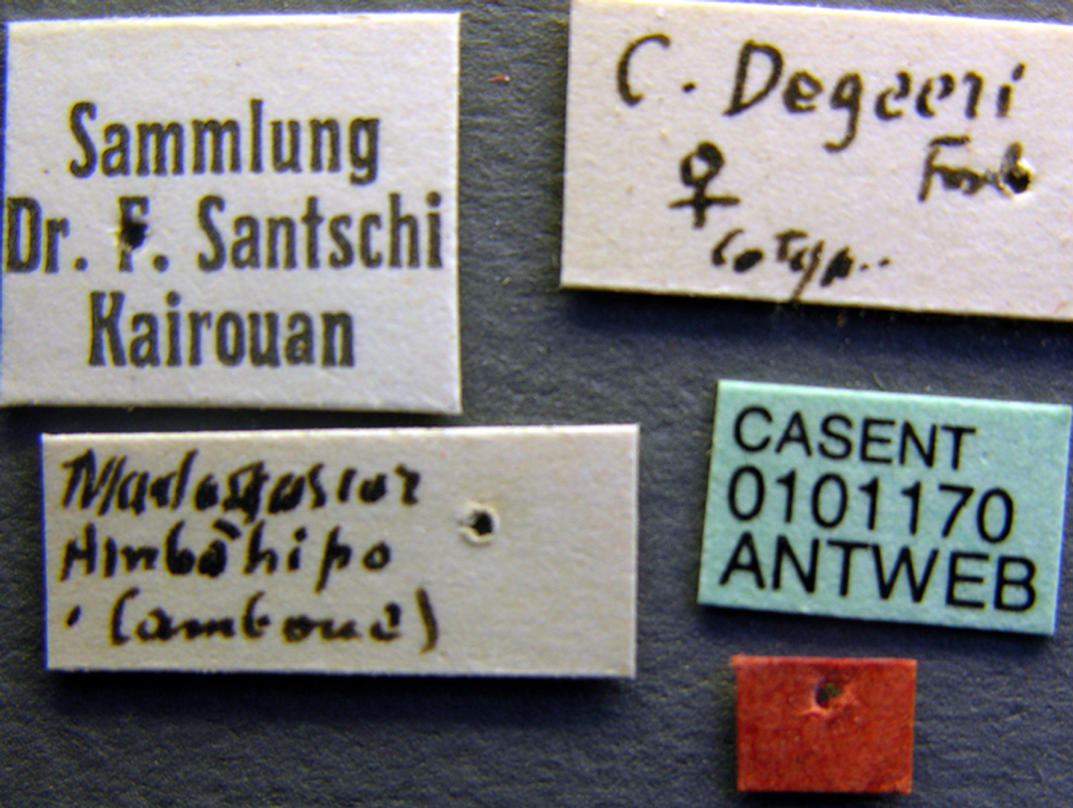
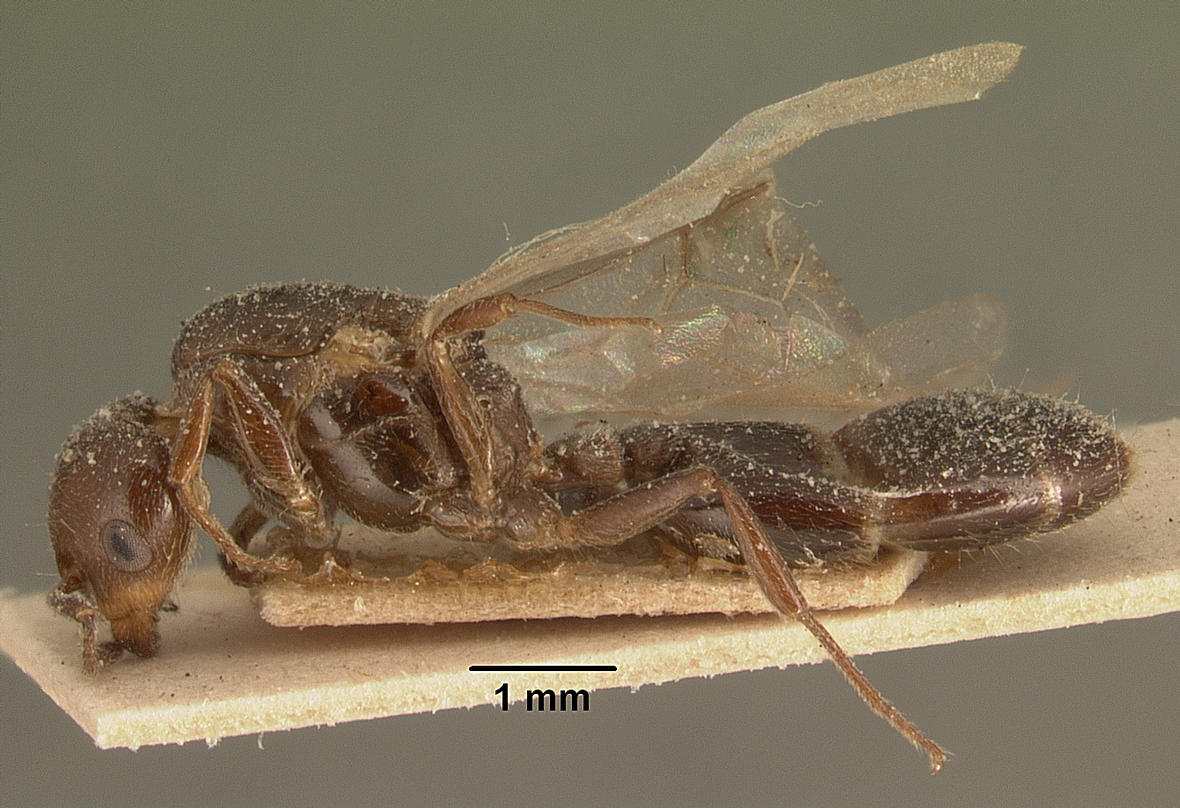
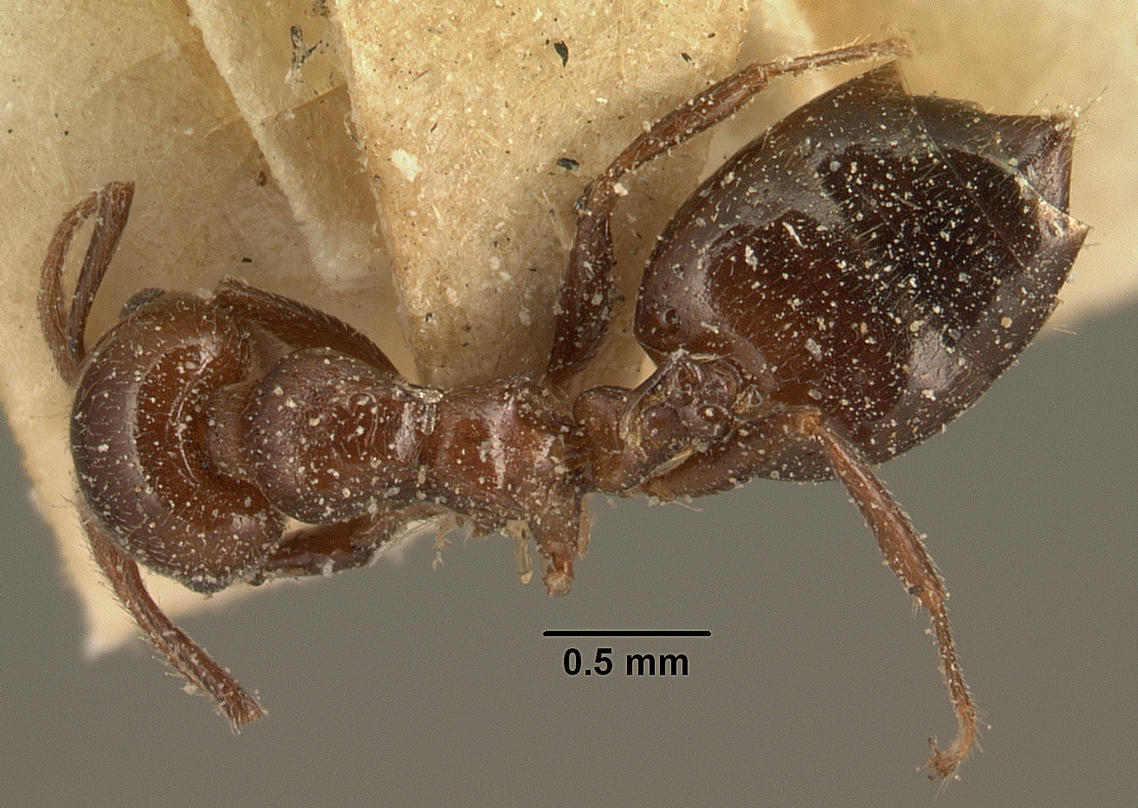
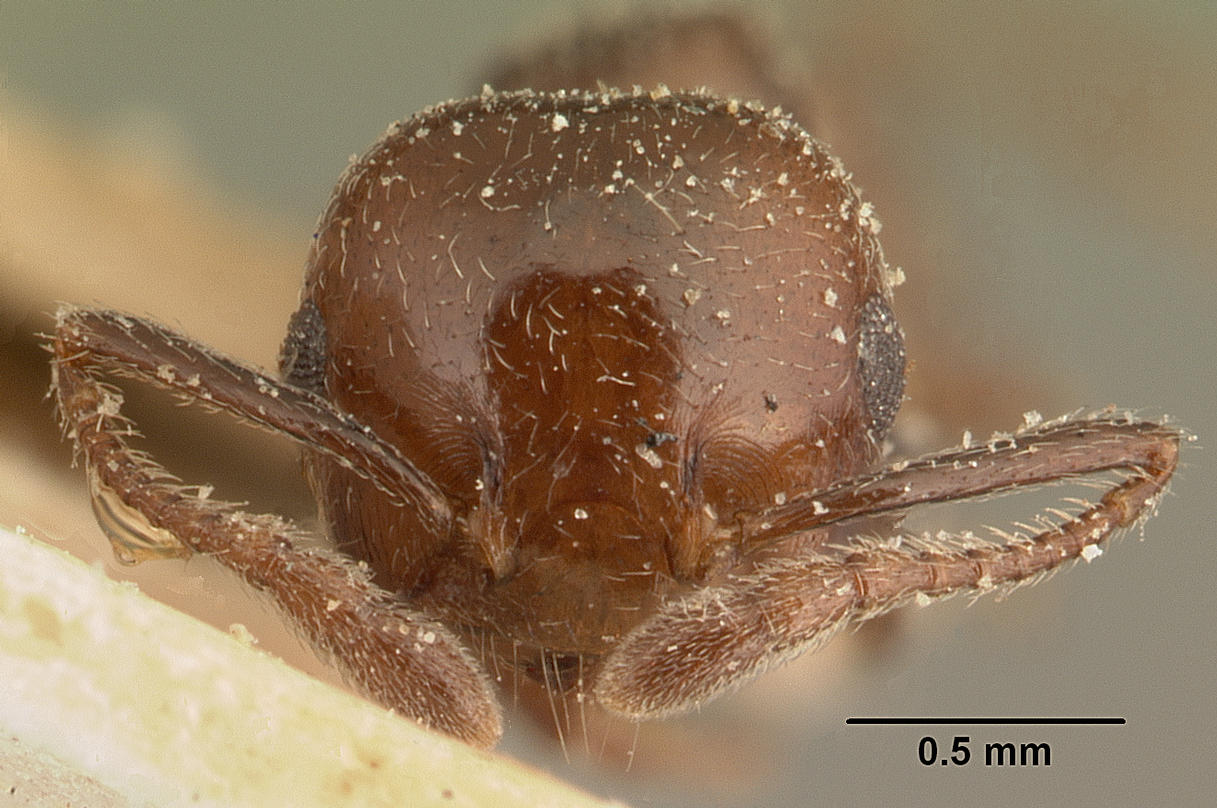